# 타마넨드큰돌고래
타마넨드큰돌고래(Tursiops erebennus)는 미국 동부의 연안 해역에 서식하는 큰돌고래속의 한 종이다. 이 종은 이전에는 큰돌고래(Tursiops truncatus)의 근해 변종으로 간주되었다.